# Anacroneuria zwicki
Anacroneuria zwicki és una espècie d'insecte plecòpter pertanyent a la família dels pèrlids.

## Etimologia
El seu nom científic honora la figura de Peter Zwick per les seues importants contribucions a l'estudi del gènere Anacroneuria.

## Descripció
- Els adults presenten les membranes alars de color marró clar amb la nervadura marró.
- El mascle té els ganxos esvelts i les ales anteriors li fan una llargada d'11-13 mm.
- Ni la femella ni la nimfa no han estat encara descrites.[3]

## Hàbitat
En el seu estadi immadur és aquàtic i viu a l'aigua dolça, mentre que com a adult és terrestre i volador.

## Distribució geogràfica
Es troba a Sud-amèrica: el Perú i Bolívia.